# اتونوژسترل
اتونوژسترل (انگلیسی: Etonogestrel) دارویی است که برای پیشگیری از بارداری برای زنان استفاده می‌شود. این به صورت ایمپلنت در زیر پوست بازو با نام‌های تجاری Nexplanon و Implanon موجود است.  این دارو یک پروژستین است که در ترکیب با اتینیل استرادیول، یک استروژن، به عنوان حلقه واژن با نام‌های تجاری NuvaRing و Circlet استفاده می‌شود.

عوارض جانبی اتونوژسترل شامل بی‌نظمی‌های قاعدگی، حساسیت پستان‌ها، تغییرات خلقی، آکنه، سردرد، واژینیت و ... است. اتونوژسترل یک پروژسترون یا یک پروژسترون مصنوعی است و از این رو آگونیست گیرنده پروژسترون، هدف بیولوژیکی پروژسترون‌هایی مانند پروژسترون است. این دارو با توقف تخمک گذاری، ضخیم شدن مخاط اطراف دهانه رحم و تغییر پوشش داخلی رحم عمل می کند. فعالیت آندروژنی و گلوکوکورتیکوئیدی بسیار ضعیفی دارد و فعالیت هورمونی مهم دیگری ندارد.

## کاربرد پزشکی
اتونوژسترل در پیشگیری از بارداری هورمونی به شکل ایمپلنت پیشگیری از بارداری اتونوژسترل و حلقه واژینال ضد بارداری (با نام‌های تجاری NuvaRing، Circlet)، دومی در ترکیب با اتینیل استرادیول استفاده می‌شود.

## تداخلات دارویی
به نظر می‌رسد افاویرنز، یک القاء کننده آنزیم کبدی CYP3A4، سطح اتونوژسترل را کاهش می‌دهد و میزان بارداری ناخواسته را در میان مصرف کنندگان ایمپلنت افزایش می‌دهد.
مهارکننده‌های CYP3A4 مانند کتوکونازول، ایتراکونازول و کلاریترومایسین ممکن است غلظت اتونوژسترل را در بدن افزایش دهند.